# Rite standard d'Écosse
 (janvier 2016).
Le Rite standard d'Écosse (RSE) est la dénomination française d'un rite maçonnique anglo-saxon pratiqué dès le début du XVIIe siècle dans les premières loges écossaises, telles Mary's Chapel et Kilwinning n°0, fondée avant 1598. Bien qu'issu des prémices de la franc-maçonnerie, le rituel ne sera codifié qu'au XIXe siècle. Le Rite standard d'Écosse se distingue des autres maçonneries anglophones par sa particularité à être travaillé par cœur par l’ensemble des membres d'une loge, tout comme les tailleurs de pierre des cathédrales ont pu employer la transmission orale afin de protéger leurs secrets de métier. Le rite écossais se singularise également par le rapport essentiel qu'il entretient avec le grade complémentaire de la « Maître de la marque ».

## Histoire du Rite

### En Écosse
Ce rite est de la même famille que le Rite émulation. Le terme « standard » composant le titre du rite en anglais « « The Standard » Ritual of Scottish Freemasonry » signifie « commun ». Il ne désigne pas tel rituel plutôt que tel autre, le nom de « standard » évoquant les éléments communs à la pratique du rituel par les loges écossaises, qui reste libre d'adapter le rituel à une pratique propre à la loge, conformément à la tradition de la Grande Loge d'Écosse. 
Le Rite standard d'Écosse, comme la majorité des rites contemporains, a été codifié au XIXe siècle. La version actuelle date de 1969 (Standard Ritual of Scottish Freemasonery).

### En France

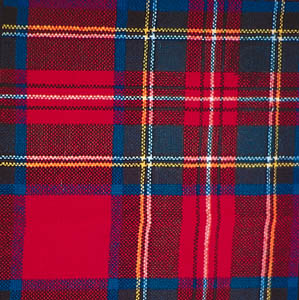
Tartan « Royal Stuart ».

Le Rite standard d'Écosse est désormais accessible pour la maçonnerie française. Il est pratiqué, depuis une dizaine d'années, par la GLNF et depuis le 9 février 2008 par la GLTSO, par la GLAMF depuis sa création et plus récemment en 2015 par la GLTF.
Le rituel pratiqué en France a été traduit de l'anglais en 1986 à partir de la version The « Standard » Ritual of Scottish Freemasonry, Édimbourg, 1969. C'est une compilation des deux textes suivants :
- The Scottish Workings of Craft Masonry, Londres, 1967.
- Scottish Craft Ritual, Édimbourg, 1954.

Ils peuvent être considérés comme des variantes d'un seul rite, le rite toujours pratiqué dans les loges d'Écosse.
En Écosse, le tablier indique la loge à laquelle on appartient, il en existe donc une très grande variété. En France, le tablier indique le rituel que l'on pratique. Le tablier standard, tel qu'il a été défini en accord avec les autorités de la GLNF puis « repris tel quel » par la GLTSO, est orné uniquement du tartan « Royal Stuart ». Le tablier se porte sous la veste. En effet, les vestes portées avec les kilts sont plus courtes qu'une veste standard et ouvertes devant pour le « sporran ». Le tablier n'est donc que très peu recouvert par une veste pour kilt.

## Particularités du rite
Le Rite standard d'Écosse est un rituel travaillé par cœur. La « planche » d'un frère est donc d'apprendre et ensuite de pouvoir restituer sa partie de rituel. Les déambulations étant libres, chaque frère qui retransmet sa partie de rituel a donc tout l'espace à sa disposition. La cérémonie apparaît donc comme une sorte de « théâtre initiatique » qui s'appuie sur l'émotion pour découvrir au-delà de la forme, le fond qu'il est difficile de traduire par des mots. D'où l'importance de la place de la musique qui permet de ponctuer chaque partie de la cérémonie. Chaque tenue a un caractère unique car les rôles et les postes changent chaque année. Lors de la tenue, les questions administratives ne donnent lieu qu'à de très courts échanges car le comité de loge les a traitées auparavant. La tenue est donc centrée sur la cérémonie.

## Système du rite
Le système officiel originel en Écosse est organisé en cinq grades :
- 1er grade : apprenti
- 2e grade : compagnon
- 3e grade : maître
- 4e grade : marque / maître secret
- 5e grade : vénérable

Ce fonctionnement est très proche de celui des maçons de métier ce qui corrobore l'aspect opératif du rite.
À la suite d'une loi sur les sociétés secrètes publiée en 1799 par l'Angleterre, le système est modifié :
- 1er grade : apprenti
- 2e grade : compagnon + marque
- 3e grade : maître / Arche Royale ou Maitre Secret

La cérémonie secrète d'installation du vénérable est retiré officiellement des grades et devient une « sous-partie » de la cérémonie de l'installation de la loge.
En France, pour des raisons d'adaptation aux coutumes continentales, le système a été arrangé pour suivre les autres rites :
- 1er grade : apprenti
- 2e grade : compagnon
- 3e grade : maître

Le degré de la marque ainsi que celui de Maître Secret sont considérés en France comme faisant partie des « side degrees ». Il n'y a pas de hauts grades dans le système du standard d'Écosse mais des degrés latéraux ou « side degrees ». La particularité par rapport aux systèmes continentaux est que leur accès se fait via l'approbation du vénérable ou sur invitation